# Epidendrum molle
Epidendrum molle är en orkidéart som beskrevs av Heinrich Gustav Reichenbach. Epidendrum molle ingår i släktet Epidendrum och familjen orkidéer. Inga underarter finns listade i Catalogue of Life.